# La Cotorra
La Cotorra är en ort i Mexiko.   Den ligger i kommunen San Sebastián Tlacotepec och delstaten Puebla, i den sydöstra delen av landet, 270 km öster om huvudstaden Mexico City. La Cotorra ligger 84 meter över havet och antalet invånare är 113.
Terrängen runt La Cotorra är varierad. Runt La Cotorra är det ganska tätbefolkat, med 58 invånare per kvadratkilometer. Närmaste större samhälle är Laguna Chica, 17,8 km norr om La Cotorra. I omgivningarna runt La Cotorra växer i huvudsak städsegrön lövskog.